# 同族体
有機化学における 同族体（どうぞくたい）とは、ある官能基 X を持つ化合物 R-X に対し、R-(CH2)n-X の構造を持つ誘導体のこと。ホモログ (homologue または homolog) とも呼ばれる。例えば、ベンジルアミン (C6H5CH2NH2) と フェネチルアミン (C6H5CH2CH2NH2) は同族体の関係にある。
同族体の集合を同族列、ある化合物 R-X を同族体 R-CH2-X に導く炭素伸長反応をホモログ化 (homologation) と呼ぶ。アーント・アイシュタート合成（下式）はカルボン酸をホモログ化する手法である。